# Andrea Iaconi
Andrea Iaconi (Giulianova, 29 gennaio 1953) è un dirigente sportivo italiano.
Ha lavorato tra le altre, per Pescara, Arezzo, Grosseto, Brescia.

## Carriera
Dopo una breve parentesi da calciatore in Serie C, a soli 26 anni, intraprende quella da dirigente.
Comincia la sua carriera da professionista nel Giulianova Calcio dal 1985 al 1990. È il nuovo direttore sportivo della Sambenedettese dal 1990 al 1993 con la quale vince un campionato dalla C2 alla C1 ed una coppa Italia di C. Nel 1993 lascia la Sambenedettese e approda in Serie B al Pescara, dove resta per ben 14 anni, tirando fuori la società da una situazione economica drammatica, e dove porterà un giovanissimo talento del calcio italiano, all'epoca ancora sconosciuto, Marco Verratti.
La sua tappa successiva è all'Arezzo in Lega Pro nel 2008. Vi resta solo per un anno, vendendo giocatori per quasi 7mln di euro (Floro Flores, Ranocchia) e sfiorando la Serie B con i playoff persi con il Crotone.
Nel 2009 approda al Grosseto in serie B, dove rilancia a parametro zero, Mauricio Pinilla, (venduto dopo 6 mesi al Palermo per circa 5 mln di euro), e vi resta fino al novembre del 2010.
Nei pochi mesi in cui resta libero, piovono offerte da diversi club: Bologna, Frosinone ed infine Brescia.
È proprio nella città lombarda che nel 2011 approda, alla corte del Patron Gino Corioni, con il quale resta per 4 anni. In questi anni il Brescia incassa circa 40 milioni di euro con la vendita di numerosi calciatori: El kaddouri (Napoli), Salamon (Milan), Diamanti (Bologna), Kone (Bologna), Juan Antonio (Sampdoria), Leali (Juventus), Alessio Cragno (Cagliari), Tassi (Inter) e sfiora anche la serie A nei play-off contro il Livorno. La sua avventura al Brescia termina con il cambio societario nel febbraio 2015.
Nel 2019 il 22 giugno dopo un periodo di pausa dal calcio torna in veste di direttore generale del Teramo firmando un accordo triennale; è il fratello di Ivo Iaconi.